# Булатово (Новосибирская область)
Булатово — село в Куйбышевском районе Новосибирской области. Административный центр Булатовского сельсовета.

## География
Площадь села — 115 гектаров.

## История
Основано в 1752 году. Являлось волостным центром Нижне-Каинской волости Каинского уезда Томской губернии. В 1926 году состояло из 195 хозяйств, основное население — русские. Центр Булатовского сельсовета Барабинского района Барабинского округа Сибирского края.

## Население
| 1926 | 2002 | 2007 | 2010 |
| ---- | ---- | ---- | ---- |
| 995  | ↘583 | ↗609 | ↘487 |

## Инфраструктура
В селе по данным на 2007 год функционируют 1 учреждение здравоохранения и 1 учреждение образования.